# Velódromo de la Bonanova
El velódromo de la Bonanova fue un recinto deportivo de Barcelona. Inaugurado en 1893, fue el primer velódromo de la ciudad, si bien estaba ubicado en el vecino municipio de San Gervasio de Cassolas, que en 1897 se anexionó a la capital. Posteriormente acogió competiciones de otros deportes, especialmente de fútbol, siendo el primer campo de juego de Fútbol Club Barcelona. 

## Ubicación
Estaba ubicado en una zona conocida como Turó de Modolell, en el barrio de la Bonanova de San Gervasio de Cassolas, en una parcela que hoy delimitan las calles Vallmajor, Reina Victoria, Valero y Modolell, colidante al actual Turó Park. En aquella época la mayor parte de la zona estaba sin urbanizar, aunque bien comunicada gracias a la cercana estación de la Bonanova del ferrocarril de Sarriá, inaugurada en 1887.

## Características
Tenía una cuerda de 400 metros de cemento con dos rectas de 120 metros y dos curvas con peralte de 80 metros. La tribuna de preferencia medía 40 metros y contaba con diez gradas. Había también una tribuna para el jurado y otra para la prensa. Las instalaciones incluían un restaurante y un pabellón destinado a los vestuarios de los corredores.
El terreno central, de césped, fue utilizado para la práctica de varios deportes, especialmente el fútbol, a pesar de su irregularidad, con baches y desniveles, y de la presencia habitual de piedras y abrojos.

## Historia
La iniciativa de construir un velódromo estable en la ciudad de Barcelona fue lanzada por primera vez en noviembre de 1892 por la revista El Ciclista, que era el órgano oficial de la Sociedad de velocipedistas de Barcelona. El 28 de noviembre se convocó a todos los aficionados al ciclismo de la ciudad a una reunión en el «Centro Sport». Los allí presentes constituyeron la Sociedad Fomento del Sport para la construcción y gestión de un velódromo. A tal efecto se acordó la compra de un terreno de 500 000 palmos en la Bonanova, bien comunicado con el centro de la ciudad gracias al tren de Sarriá. Para financiar el proyecto, presupuestado en 30 000 pesetas, se aprobó la emisión de 400 acciones de 100 pesetas.
Casi un año más tarde, el 24 de septiembre de 1893, coincidiendo con las Fiestas de la Merced, tuvo lugar la inauguración del recinto, presidida por el alcalde de Sant Gervasi, el señor Rosés. Se disputaron varias carreras, la primera de las cuales, de carácter internacional, fue ganada por Lambrechts. Un año después, el 26 de julio de 1894, el ciclista Antonio de Sard estableció el récord español de la hora sin entrenador, con una marca de 32 km y 415 m.
Tras la euforia inicial, el velódromo cayó en desuso, lo que llevó a sus propietarios a negociar el alquiler de las instalaciones a un grupo de miembros de la colonia inglesa, pioneros en la práctica del fútbol en la ciudad, que venían jugando en el hipódromo de Can Tunis y buscaban un campo más céntrico. El primer partido de fútbol jugado en la Bonanova tuvo lugar el 27 de enero de 1895 y lo disputaron 16 jugadores de la Sociedad de Football de Barcelona —club constituido por los pioneros ingleses— divididos en dos equipos: uno vestido de azul y el otro encarnado. A partir de esa fecha los partidos dominicales de fútbol se convirtieron en una cita habitual en el velódromo; a menudo, se intercalaban las carreras ciclistas con exhibiciones balompédicas de júniors y de séniors. El 17 de marzo la Bonanova se llenó para ver el primer partido entre equipos de dos ciudades distintas disputado en Cataluña, que enfrentó a la Sociedad de Football de Barcelona con un equipo de Torelló, con victoria local por 8-3. Al margen del fútbol, el velódromo también acogió competiciones de tiro, críquet y partidos de tenis, organizados por los pioneros de este deporte en la ciudad, un grupo de británicos que luego fundó el Real Club de Tenis Barcelona. También hay constancia de la práctica del riscat y del gouret, un juego de origen francés similar al hockey, por parte de la Sociedad Deportiva Santanach.
El año 1898 fue el último que el velódromo de la Bonanova acogió pruebas ciclistas, que se trasladaron a otros recintos de la ciudad, como el nuevo velódromo de la calle Aragón. El exvelódromo de la Bonanova —nombre que le atribuyó a partir de entonces la prensa— quedó dedicado a la práctica del fútbol, sobre todo cuando se convirtió en el primer campo de juego de los dos primeros clubes oficialmente fundados en la ciudad: el FC Catalá y el F. C. Barcelona, ambos de 1899. El 8 de diciembre de 1899 el F. C. Barcelona disputó en el velódromo de la Bonanova el primer partido de su historia contra un combinado de la colonia inglesa, integrado en gran medida por miembros de la extinta Sociedad de Football. El encuentro terminó con victoria inglesa por 1-0. Meses antes, el 22 de octubre, los socios del Gimnasio Tolosa —fundadores del FC Catalá— ya habían empezado a usar el exvelodrómo para sus ensayos.
Al ser un campo de alquiler Barcelona y Catalá tuvieron que compartir el velódromo, también con otros conjuntos de la ciudad. El primer derbi entre ambos se disputó la vigilia de Navidad de 1899 con victoria azulgrana. A pesar de la rivalidad existente, antes de finalizar el año ambos equipos llegaron a formar un combinado para enfrentarse al «Team Inglés». El encuentro, que congregó gran cantidad de público en el velódromo, fue calificado por el cronista deportivo Alberto Serra como "la mejor fiesta que el atletismo deportivo ha organizado en esta ciudad".
En los meses siguientes la Bonanova fue testigo de la primera gran rivalidad del fútbol español, que alcanzó su punto culminante el 11 de febrero de 1900, en un partido disputado entre el Barcelona, con ocho ingleses en su once, y el Catalá, reforzado con un grupo de seis escoceses. El partido derivó en una pelea con los puños entre Harris y Gold que el árbitro zanjó con la expulsión de ambos, un hecho sin precedentes en el fútbol catalán. El escándalo provocó la dimisión de Hans Gamper como capitán del Barcelona, cuyos socios acordaron no volver a jugar contra los escoceses del Català.
El exvelodrómo fue el campo del F. C. Barcelona durante nueve meses, hasta que el Català llegó a un acuerdo con los propietarios para quedarse el alquiler en exclusiva, obligando a sus rivales a trasladarse al Mas Casanovas. Los azulgrana disputaron su último partido en la Bonanova el 23 de septiembre de 1900, precisamente frente al Català, con motivo de las llamadas Fiestas federales organizadas por la Federación Gimnástica Española. Los barcelonistas ganaron por 3-1 y consiguieron el primer trofeo de su historia: un objeto de arte representando la industria ofrecido por José Canalejas.
El Catalá continuó jugando en la Bonanova hasta finales de 1910. La fecha de derribo del recinto es desconocida. La última referencia de su existencia es del 1 de diciembre de 1910, cuando el recién fundado F.B. Iluro adquirió las instalaciones.